# 미나미와케촌
미나미와케촌(南和気村)은 오카야마현 가쓰타군에 있던 촌이다. 현재의 미사키정에 해당한다.